# Bulbophyllum luciphilum
Bulbophyllum luciphilum é uma espécie de orquídea (família Orchidaceae) pertencente ao gênero Bulbophyllum. Foi descrita por Tariq Stévart em 2000.